# Pleurothallis dibolia
Pleurothallis dibolia är en orkidéart som beskrevs av Carlyle August Luer. Pleurothallis dibolia ingår i släktet Pleurothallis och familjen orkidéer. Inga underarter finns listade i Catalogue of Life.